# Умствена възраст
Умствената възраст е нивото на интелектуалното развитие, измерено с помощта на определени психометрични тестове. Понятието умствена възраст е въведено през 1905 г. от Алфред Бине, на когото дължим и първата метрична скала на интелигентността. Най-напред Бине определя емпирично въпросите, на които могат да отговорят учениците, за които се приема, че са „нормални“, подредени по хронологична възраст. Бине нарича „умствена възраст“ равнището, достигнато от изследваните субекти на тези тестове. Нормалното дете обикновено успява да изпълни задачите, които съответстват на възрастта му. Ако ученикът е надарен, той е в състояние да изпълни операции от по-висок порядък; ако е дефициентен, неговите постижения са по-ниски от тези на децата на неговата възраст. Например седемгодишен ученик трябва да може да повтори в правилния ред поредица от пет цифри; ако го прави безпогрешно, дават му по-дълги поредица от шест цифри, които са за равнището на десетгодишни; обратно, ако не успее с първата поредица, представят му по-лесни, с четири цифри, които са за четири и половина годишни. Като се използват достатъчен брой различни малки задачи, наречени „айтеми“, е възможно да се определят интелектуалните умения на всяко дете. Понятието умствена възраст, което се употребява предимно при децата, е заместено в новите тестове от други способи за оценяване, като центилите или стандартните отклонения.